# Jarmila Nygrýnová
Jarmila Nygrýnová-Strejčková, češka atletinja, * 15. februar 1953, Plzeň, Češkoslovaška, † 5. januar 1999, Plzeň, Češka.
Nastopila je na poletnih olimpijskih igrah v letih 1972, 1976 in 1980, dosegla je dve šesti in dvanajsto mesto v skoku v daljino. Na evropskih prvenstvih je osvojila bronasto medaljo leta 1978, na evropskih dvoranskih prvenstvih pa naslova prvakinje v letih 1977 in 1978 ter tri srebrne in bronasto medaljo.